# یواس‌سی‌جی‌سی استیدفست (دبلیوام‌ئی‌سی-۶۲۳)
یواس‌سی‌جی‌سی استیدفست (دبلیوام‌ئی‌سی-۶۲۳) (به انگلیسی: USCGC Steadfast (WMEC-623)) یک کشتی است که طول آن ۲۱۰ فوت ۶ اینچ (۶۴٫۱۶ متر) می‌باشد. این کشتی در سال ۱۹۶۶ ساخته شد.